# Sankt Peter, Schweiz
Sankt Peter (St. Peter) är en ort och tidigare kommun i regionen Plessur i den schweiziska kantonen Graubünden. St. Peter ligger i mellersta delen av Schanfiggdalen, på bergskedjan Hochwangkettes sydsluttning ovanför Plessur-floden. 
2008 lades St. Peter ihop med den västra grannen Pagig till den nya kommunen St. Peter-Pagig, som i sin tur från och med 2013 ingår i kommunen Arosa, vars huvudort ligger en och en halv mils körväg sydost om St. Peter. Många arbetspendlar till kantonshuvudstaden Chur, som ligger en dryg mils körväg västerut.
Byn var rätoromanskspråkig fram till slutet av 1500-talet, då tyska språket helt tog över genom inflytande från walsertyskarna i byarna längre upp i dalen. Kyrkan i St. Peter, som nämns första gången år 831, blev reformert 1530. Den katolska minoritet som idag finns söker kyrka i kommunens centralort.